# نمک فرمی
نمک فرمی (به انگلیسی: Frémy's salt) با فرمول شیمیایی K۲NO(SO۳)۲ یک ترکیب شیمیایی با شناسه پاب‌کم ۳۰۳۲۶۲۴ است. که جرم مولی آن ۲۶۸٫۳۳ g/mol می‌باشد. 